# Joseph Neumann (Numismatiker)
Joseph Neumann oder Josef Neumann (* 29. Januar 1815 in Prag; † 13. Oktober 1878 ebenda) war ein böhmischer Richter und Numismatiker.

## Leben
Neumann war Sohn des k. k. Appellationsrates Johann Adam Neumann. Er besuchte in Prag das Gymnasium und studierte anschließend an der Universität Prag die Rechtswissenschaft. Das Studium  schloss er mit der Promotion zum Dr. iur. ab. Schon während des Studiums interessierte er sich für Numismatik. 1837 trat er in den Justizdienst. Am 28. März 1850 erfolgte die Ernennung zum Landesgerichtsassessor, am 24. März 1855 zum Kreisgerichtsrat in Kuttenberg. Schließlich wurde er am 11. Juli 1860 als Landesgerichtsrat nach Prag berufen. Er wirkte dort zunächst bis 1862 beim Zivilsenate und schließlich bis 1878 als Untersuchungsrichter und Vorsitzender Richter bei Schlussverhandlungen. Daneben war er mit der Leitung des Kanzleidirektorats und der Hausverwaltung betraut, war Referent für ökonomische Angelegenheiten sowie Kerkerinspektor.
Neumann engagierte sich in der Baumpflege sowie als Münzsammler. Seine Münzsammlung wuchs bis 1876 auf 22.000 Münzen an. In diesem Jahr übergab er sie der kaiserlichen Münzsammlung, die diese aufnahm. 1849 war er Mitbegründer des Vereins für Numismatik und Sekretär. Er galt als Spiritus rector des Vereins.

## Werke (Auswahl)
- mit Heinrich Otokar Miltner: Beschreibung der böhmischen Privatmünzen und Medaillen, 24 Hefte, Prag 1852–1866.
- Beschreibung der bekanntesten Kupfermünzen, 6 Bände, Börner, Prag 1858–1872.
- Reihenfolge der Joachimsthaler Münzmeister, Prag 1866.